# یوکو موریموتو
یوکو موریموتو (ژاپنی: 森本 ゆう子) بازیکن فوتبال اهل ژاپن و عضو تیم ملی فوتبال زنان ژاپن است که در تاریخ ۶ دسامبر ۱۹۹۳ میلادی اولین بازی ملی‌اش را انجام داد. او در ۱۰ بازی ملی حضور داشت و آخرین بازی ملی خود را در تاریخ ۲۴ مه ۱۹۹۸ میلادی انجام داد. یوکو موریموتو در بازی‌های ملی‌اش
۲ گل به ثمر رساند.